# Pterisanthes polita
Pterisanthes polita är en vinväxtart som först beskrevs av Friedrich Anton Wilhelm Miquel och fick sitt nu gällande namn av Marmaduke Alexander Lawson. 
Pterisanthes polita ingår i släktet Pterisanthes och familjen vinväxter. Inga underarter finns listade i Catalogue of Life.